# Asphalt
Asphalt — серия гоночных видеоигр, разработанная и изданная Gameloft. Игры в этой серии обычно сосредоточены на динамичных аркадных гонках, действие которых происходит в различных местах по всему миру, и игрокам предлагается завершить гонки, уклоняясь от местных правоохранительных органов в преследовании полиции.
Asphalt Urban GT, первая игра в серии, была выпущена для Nintendo DS и N-Gage в 2004 году вместе с упрощенными версиями J2ME для мобильных телефонов. Вскоре последовали воплощения игры для различных других платформ, последней из которых стала Asphalt 9: Legends, выпущенная в 2018 году. Также был выпущен ряд дополнительных продуктов, таких как бесконечный раннер Asphalt Overdrive или Asphalt Nitro, урезанная и нетребовательная версия Asphalt для недорогих устройств с процедурной генерацией в качестве аргумента продажи, Asphalt Xtreme, ориентированная на бездорожье и Asphalt Street Storm (дрэг-рейсинг). Игры в серии выходили для платформ Windows Phone 8, Windows 8, Windows 10, iOS, Android, Bada, BlackBerry PlayBook, N-Gage, Nintendo DS, PlayStation Portable, PlayStation Vita, Symbian, WebOS, JavaME, BREW, DoJa, Freebox, Mac OS X, Nintendo Switch, Xbox One, Xbox Series X/S, PlayStation 4 и PlayStation 5.

## Игровой процесс
Asphalt — серия аркадных гоночных игр для мобильных устройств и портативных игровых консолей. Первая часть серии, Asphalt: Urban GT, вышла в 2004 году. Суть игры была в том, чтобы побеждать других гонщиков в гонках, получать за это деньги и за них улучшать или покупать новые машины. К гонке иногда подключалась полиция. Игра стала очень популярна на мобильных телефонах, поэтому продолжение не заставляло себя долго ждать.

## Общие элементы
В этой серии упор делается на стремительные аркадные уличные гонки в духе Need for Speed, а также элементы из других гоночных игр, таких как Burnout. Действие дополнительной игры Asphalt Xtreme происходит в условиях гонок по бездорожью, где вместо суперкаров, как в предыдущих играх, используются багги с открытыми колесами, внедорожники и раллийные автомобили. В каждой игре этой серии игроки садятся за руль лицензированных спортивных автомобилей разных производителей, от моделей начального уровня, таких как Dodge Dart GT, до суперкаров, таких как Bugatti Veyron, и даже концепт-каров, таких как дизайнерское исследование Mercedes-Benz Biome.
Полицейские погони — повторяющийся элемент игрового процесса, особенно в ранних играх, но в Airborne ему уделялось меньше внимания в пользу каскадерских прыжков и фигур высшего пилотажа; однако они вернулись с Overdrive и Nitro, последняя из которых объединила элементы из Airborne и предыдущих игр серии.
По ходу игры игрокам постепенно предоставляется доступ к различным гоночным трассам, большинство из которых смоделировано по образцу реальных локаций и крупных городов, а также к улучшениям для транспортных средств, которые можно купить за деньги, заработанные в гонке, или в более поздних играх. , баллы или через покупки в приложении с использованием реальной валюты. События представлены с возрастающей сложностью по мере продвижения игроков по игре, иногда от них требуется выполнение бонусных задач, например. сбить определенное количество гонщиков противника или закончить гонку, не повредив их автомобиль.

## История
Первой основной игрой в серии является Asphalt Urban GT, которая была выпущена для Nintendo DS и N-Gage 21 ноября 2004 года, а упрощенные версии для мобильных телефонов J2ME были выпущены 2 декабря. Однако в видео на канале Gameloft на YouTube их адаптация Speed Devils для мобильных телефонов указана как первая игра в серии.
Asphalt 4: Elite Racing была первой игрой в серии, выпущенной для iOS. Asphalt 6: Adrenaline — первая игра в серии, выпущенная для macOS; более поздние выпуски этой серии для домашних компьютеров являются эксклюзивными для Microsoft Windows, причем Asphalt 7: Heat стала первой, выпущенной в Магазине Windows.
Asphalt 8: Airborne, восьмая основная часть и десятая игра в целом, была выпущена в 2013 году для платформ iOS, Android, Windows и Blackberry и получила признание критиков, став одной из самых продаваемых игр в iOS App Store и Google Play Store. Asphalt Nitro, двенадцатая игра в серии, была незаметно выпущена в собственном магазине приложений Gameloft в мае 2015 года для Android вместе с 2.5D-версией игры J2ME для обычных телефонов. Основным преимуществом Nitro был небольшой ресурс игры, чему способствовало использование процедурной генерации.
В сентябре 2014 года для iOS и Android был выпущен бесплатный дополнительный продукт под названием Asphalt Overdrive. В отличие от предыдущих игр серии, игра представлена как «бесконечный раннер», похожий на франшизу Temple Run и Subway Surfers, и не предлагает традиционный гоночный режим. Затем за Overdrive следует Asphalt Xtreme, в котором основное внимание уделяется аркадным гонкам по бездорожью, а в 2016 году выходит Asphalt: Street Storm, игра, основанная на ритме дрэг-рейсинга, в духе CSR Racing от NaturalMotion. Street Storm был незаметно выпущен на Филиппинах в декабре 2016 года для устройств iOS. Asphalt 9: Legends была выпущена во всем мире в июле 2018 года, для macOS — в январе 2020 года, а для Xbox One и Xbox Series X/S — 31 августа 2021 года.

## Игры
Серия игр Asphalt на данный момент содержит 20 частей. 9 из них — номерные части серии, остальные 11 — спин-оффы.
Игры, вошедшие в серию:
| Год                 | Название                                          | Разработчики                            | Платформа |
| ------------------- | ------------------------------------------------- | --------------------------------------- | --- |
| 15 ноября 2004      | Asphalt Urban GT                                  | Gameloft, Gameloft Montreal             | JavaME, Nintendo DS, N-Gage, BREW, DoJa |
| 30 ноября 2005      | Asphalt Urban GT 2                                | Gameloft Montreal, Virtuos, Game Source | JavaME, Nintendo DS, N-Gage, PlayStation Portable, Symbian OS                                                                              |
| 31 декабря 2005     | Asphalt: Import Tuner Edition                     | Gameloft, Amp'd Mobile                  | JavaME (?), BREW (?) |
| 21 апреля 2006      | Asphalt 3: Street Rules                           | Gameloft Shanghai                       | JavaME, N-Gage 2.0, Symbian OS, Windows Mobile                                                                                             |
| 28 августа 2008     | Asphalt 4: Elite Racing                           | Gameloft Paris                          | iOS, iPod, JavaME, N-Gage 2.0, Symbian OS, Windows Mobile, DSi, BlackBerry OS                                                              |
| 2008                | Asphalt: Online                                   | Gameloft Tokyo                          | DoJa, BREW |
| 2 ноября 2009       | Asphalt 5                                         | Gameloft Bucharest                      | iOS, Android, Symbian³, Windows Phone 7, Bada, webOS, Freebox                                                                              |
| 21 декабря 2010     | Asphalt 6: Adrenaline                             | Gameloft Barcelona                      | iOS, Android, J2ME, Symbian³, BlackBerry Tablet OS, Bada, webOS                                                                            |
| 10 марта 2011       | Asphalt 3D (Asphalt 3D: Nitro Racing)             | Gameloft                                | Nintendo 3DS |
| 17 декабря 2011     | Asphalt: Injection                                | Gameloft                                | PlayStation Vita, Android |
| 21 июня 2012        | Asphalt 7: Heat                                   | Gameloft Montreal                       | iOS, Android, Windows Phone 8, Windows 8, Windows 10, BlackBerry 10, BlackBerry Tablet OS                                                  |
| 22 августа 2013     | Asphalt 8: Airborne                               | Gameloft Barcelona                      | iOS, Android, Windows Phone 8, Windows 8, Windows 10, Windows 10 Mobile, BlackBerry 10, tvOS, macOS, Tizen, Fire OS, ColorOS               |
| 24 сентября 2014    | Asphalt: Overdrive                                | Gameloft Madrid                         | iOS, Android, Windows Phone, Windows Phone 8, Windows 8, Windows 10, Windows 10 Mobile                                                     |
| 12 мая 2015         | Asphalt Nitro                                     | Gameloft Kharkiv                        | Android, JavaME, Tizen |
| 27 октября 2016     | Asphalt Xtreme                                    | Gameloft Montreal, Gameloft Barcelona   | iOS, Android, Windows 8, Windows Phone 8, Windows 10, Windows 10 Mobile                                                                    |
| 14 июня 2017        | Asphalt Street Storm Racing                       | Gameloft                                | iOS, Android, Windows 8, Windows 10 |
| 26 июля 2018        | Asphalt 9: Legends (теперь Asphalt Legends Unite) | Gameloft Barcelona                      | iOS, iPad, Android, Windows 10, Nintendo Switch, macOS, Fire OS, Xbox One, Xbox Series X/S, PlayStation 4, PlayStation 5, Аркадный автомат |
| 31 марта/5 мая 2020 | Asphalt: Retro                                    | Gameloft                                | Браузер |
| 16 июля 2021        | Asphalt Nitro 2                                   | Gameloft Kharkiv                        | Android |
| 11 сентября 2023    | Asphalt Moto Blitz DX                             | Gameloft Barcelona                      | Аркадный автомат |